# Poecilasthena pisicolor
Poecilasthena pisicolor là một loài bướm đêm trong họ Geometridae.